# Frikovi
"Frikovi" je američka detektivska dramska TV serija čiji je autor Steve Franks.

## Radnja
Većina epizoda počinje scenama događaja iz Shawnova i Gusova djetinjstva. Te scene obično uključuju Shawna i Gusa kako uče lekciju od strane mladog Henryja Spencera koji želi da sin krene njegovim stopama i postane policajac. Henry je Shawna još dok je bio dijete podučavao kako da usavrši svoju moć promatranja, često koristeći igre i izazove kako bi ga testirao. Svaka scena iz prošlosti također postavlja temu za epizodu.
Shawn Spencer ima veliku sposobnost zapažanja, a pretvara se da ima vidovite sposobnosti što ga dovodi u mnoge komične situacije.

## Glavni likovi
- Shawn Spencer (James Roday) mladi je policijski savjetnik iz Santa Barbare, koji ima veliku sposobnost zapažanja, a pretvara se da ima vidovite sposobnosti što ga dovodi u mnoge komične situacije.
- Burton "Gus" Guster (Dulé Hill) je Shawnov najbolji prijatelj i poslovni partner. Za razliku od Shawna, shvaća svoj posao veoma ozbiljno i obično pokušava djelovati profesionalno što mu baš i ne uspijeva. Poznat je po svojim brojnim lažnim imenima (koje mu obično daje Shawn).
- Carlton "Lassie" Lassiter (Timothy Omundson) glavni je detektiv Santa Barbara policije. Skeptičan je u vezi Shawnovih psihičkih sposobnosti.
- Juliet "Jules" O'Hara (Maggie Lawson) Lassiterova je partnerica.
- Henry Spencer (Corbin Bernsen) Shawnov je otac i bivši policijski narednik. Trenirao je Shawna kako biti detektiv, učeći ga da zapamti izgled sobe zatvorenim očima te kako pobijediti detektor laži.